# François Beaune
François Beaune né en 1978 à Clermont-Ferrand, est écrivain. Il a grandi à Lyon et vit à Marseille.

## Biographie

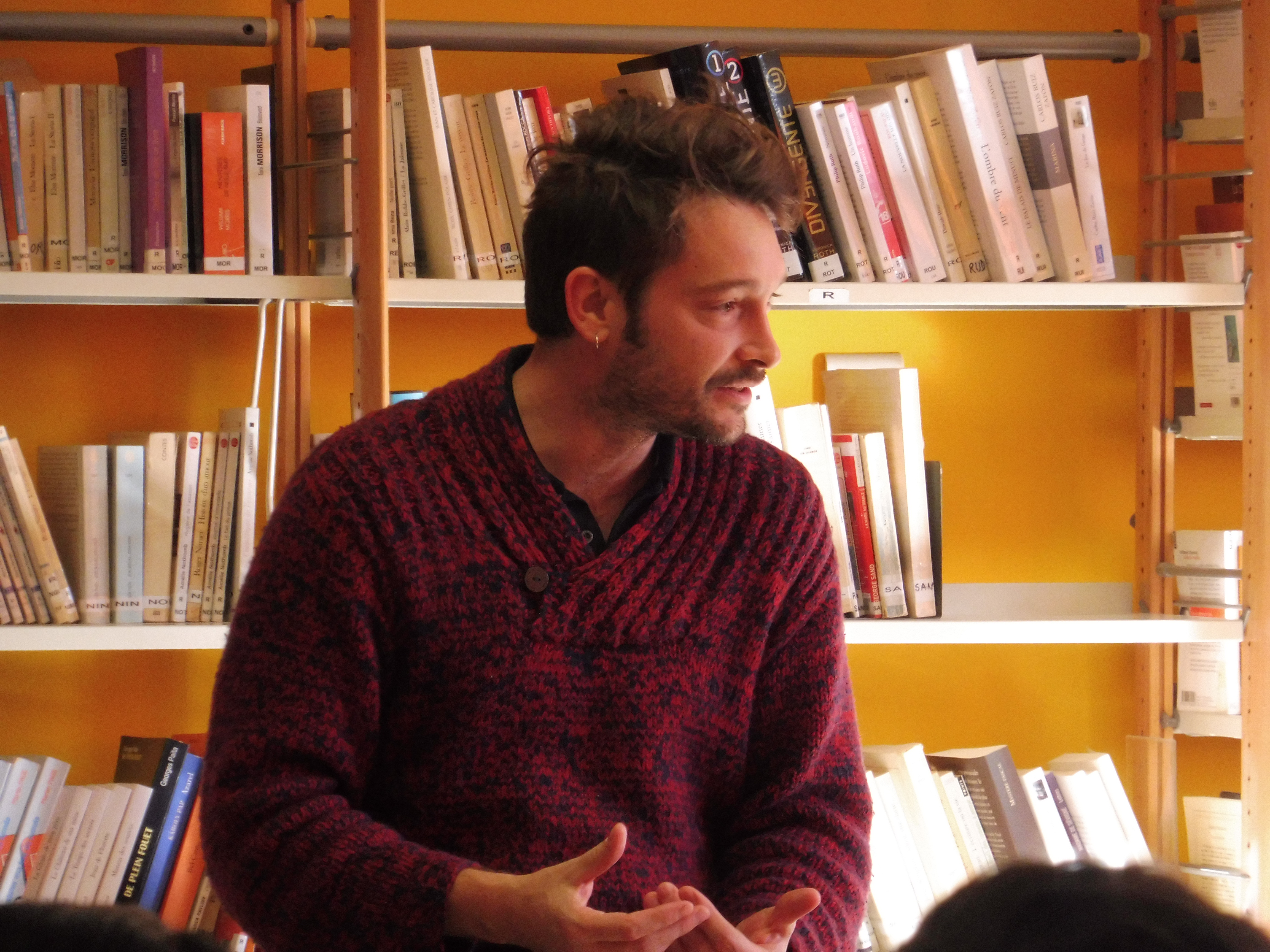
François Beaune lors des Journées du Livre du lycée Langevin (Martigues) en janvier 2018

Depuis son premier livre Un homme louche, suivi par Un ange noir, Une vie de Gérard en Occident et La lune dans le puits ((Verticales), (www.histoiresvraies.org), et jusqu'à son dernier, L'esprit de famille" (Elyzad), il œuvre à la création de l'Entresort, une galerie de portraits et de personnages attachants, capables d'incarner le monde actuel. Ainsi d'Omar et Greg paru au nouvel Attila,Il a aussi travaillé pour plusieurs metteurs en scène et réalisé des reportages Radio.
Il est récompensé en 2019 pour son ouvrage Omar et Greg  du prix du Livre du réel.

## Œuvres
- Un homme louche, éditions Verticales[5]
- Un ange noir, éditions Verticales
- Une vie de Gérard en Occident, éditions Verticales[6],[7]
- La Lune dans le puits, éditions Verticales
- Youk le râleur, avec Julia Wauters, Hélium éditions
- L'Esprit de famille : 77 positions libanaises, éditions Elyzad
- Omar et Greg, éditions Le nouvel Attila[8],[9],[10],[11],
- Calamity Gwenn, éditions Albin Michel
- Le Calamar, scénario